# 2016 au Liban
Chronologie du Liban
- 2012
- 2013
- 2014
- 2015
- 2016
- 2017
- 2018
- 2019
- 2020

Cet article présente les faits marquants de l'année 2016 au Liban ou concernant ce pays.

## Évènements
- Le Liban participe aux Jeux olympiques de la jeunesse d'hiver de 2016 à Lillehammer en Norvège du 12 au 21 février 2016. Deux athlètes représentent le pays pour cette édition.
- Le Liban participe aux Jeux olympiques d'été de 2016 à Rio de Janeiro au Brésil du 5 au 21 août, pour la 17e fois à des Jeux d'été.
- Championnat du Liban de football 2015-2016 : c'est le Safa Beyrouth qui remporte le championnat cette saison après avoir terminé en tête du classement final avec un seul point d'avance sur le tenant du titre, Al-Ansar Club et sept sur Nejmeh SC. Il s'agit du troisième titre de champion du Liban de l'histoire du club.

- 27 et 28 mars : des affrontements entre l'État islamique et le Front al-Nosra s'engagent près de la ville syrienne de Jarajir, puis ils gagnent le jurd de Ersal et  Ras Baalbeck dans la Békaa, au Liban. Le Front al-Nosra aurait laissé 8 morts et 6 prisonniers et l'EI aurait eu 14 tués selon une source de sécurité de l'agence Reuters[1],[2].
- 16  au 19 avril : le président français, François Hollande est en visite au Proche-Orient. Il se rend au Liban, en Égypte et en Jordanie[3].
- 31 octobre : élection présidentielle libanaise de 2014-2016. Elle a lieu à partir du 23 avril 2014 afin d'élire le président de la République libanaise. Le président sortant Michel Sleiman, dont le mandat de six ans a pris fin le 25 mai 2014, n'est pas éligible à sa réélection immédiate. Après 45 sessions parlementaires, infructueuses en raison de l'absence du quorum des deux tiers des députés requis provoqué par le boycott du Hezbollah et du Courant patriotique libre (CPL) menée par Michel Aoun, ce dernier est finalement élu le 31 octobre 2016 à la suite d'un accord avec Saad Hariri, qui devient Président du Conseil des ministres. La fonction présidentielle, vacante entre le 25 mai 2014 et le 31 octobre 2016, soit pendant 891 jours, a été exercée collectivement par le conseil des ministres, ce qui a contribué à la paralysie institutionnelle du pays. Il s'agit également de la deuxième vacance consécutive depuis 2007.

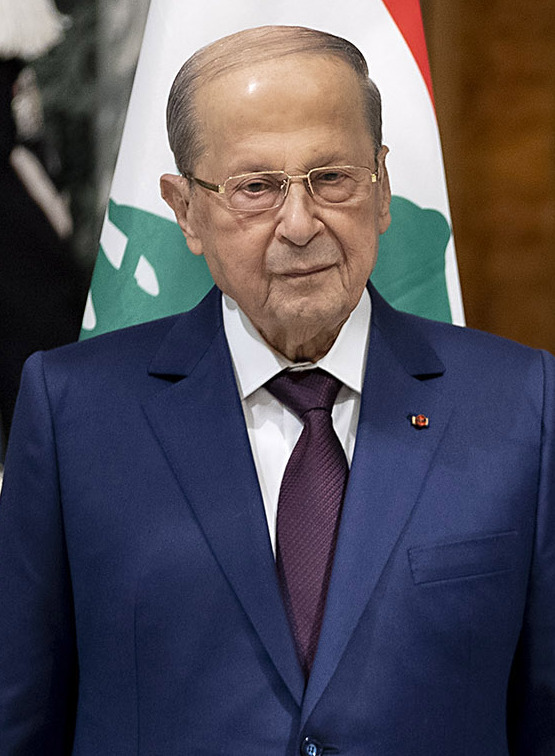
Michel Aoun.